# Neetze
Neetze là một đô thị của huyện Lüneburg, bang Niedersachsen, Đức. Đô thị này có diện tích 26,84 km².